# Phrynus asperatipes
Phrynus asperatipes är en spindeldjursart som beskrevs av Charles Thorold Wood 1863. Phrynus asperatipes ingår i släktet Phrynus och familjen Phrynidae. Inga underarter finns listade i Catalogue of Life.